# Николаевка (Кармаскалинский район)
Николаевка (баш. Николаевка) — село в Кармаскалинском районе Республики Башкортостан Российской Федерации. Входит в состав Николаевского сельсовета.

## География

### Географическое положение
Расстояние до:
- районного центра (Кармаскалы): 11 км,
- центра сельсовета (Константиновка): 5 км,
- ближайшей ж/д станции (Ибрагимово): 3 км.

## Население
| 2002 | 2009 | 2010 |
| ---- | ---- | ---- |
| 918  | ↘871 | ↘854 |

Национальный состав
Согласно переписи 2002 года, преобладающая национальность — чуваши (94 %).

## Религия
В селе есть православный Свято-Георгиевский молельный дом.